# Vukovári mészárlás
A Vukovári mészárlás (horvátul: Pokolj u Vukovaru, vagy Pokolj na Ovčari) a horvátországi háború idején történt 1991. november 20-án a Vukovártól délkeletre fekvő Ovčara tanyán (melyet emiatt ovčarai mészárlásnak is neveznek). Ennek során szerb félkatonai szervezetek horvát hadifoglyokat és civileket gyilkoltak meg, miután a Jugoszláv Néphadsereg (JNA) átadta nekik őket. A gyilkosságok nem sokkal azután zajlottak le, hogy Vukovárt a JNA, a Területvédelmi erők (TO) és a szomszédos Szerbia félkatonai szervezetei hosszú ostrom után elfoglalták. Ez volt a horvát függetlenségi háború legnagyobb mészárlása.
A vukovári csata utolsó napjaiban a horvát hatóságok, a JNA és az Európai Unió megfigyelő missziója a Vöröskereszt Nemzetközi Bizottságával (ICRC) együttműködve tárgyalt a vukovári kórház kiürítéséről. A JNA ezt követően a megállapodás ellenére megtagadta az ICRC belépését a kórházba, és körülbelül 300 embert távolított el a kórház helyiségeiből. A nagyrészt horvátokból, valamint szerbekből, magyarokból, muszlimokból és két, a horvát nemzeti gárda oldalán harcoló külföldi állampolgárból álló csoportot először a vukovári JNA laktanyába szállították. Több foglyot kórházi személyzetként azonosítottak, és eltávolítottak a csoportból, hogy visszavigyék őket a kórházba, míg a többieket a Vukovártól délre található Ovčara nevű mezőgazdasági majorba szállították. A farmon a foglyokat több órán keresztül verték, majd a JNA kivonta csapatait a helyszínről, így a foglyokat a horvátországi szerb területvédelmi erők és a szerb félkatonai csoportok őrizetében hagyták. A foglyokat ezután egy előkészített helyre vitték, ahol tíz-húszfős csoportokban kivégezték, majd tömegsírba temették őket.
A tömegsírt 1992 októberében fedezték fel, és az Egyesült Nemzetek Szervezetének Védelmi Erői (UNPROFOR) őrizték, akik az év elején vonultak be a területre. 1996-ban a volt Jugoszláviával foglalkozó Nemzetközi Törvényszék (ICTY) nyomozói 200 holttestet emeltek ki a sírból. Horvátország úgy véli, hogy 61 másik személyt a helyszínen egy másik sírba temettek el, míg az ICTY ügyészei úgy vélik, hogy ez a szám 60. Az ICTY a mészárlással kapcsolatban két JNA tisztet ítélt el, és Slobodan Milošević volt szerb elnököt is megvádolta a többek között Vukováron elkövetett háborús bűnökkel. Milošević azonban meghalt a börtönben, mielőtt tárgyalása befejeződhetett volna. A horvátországi szerb területvédelmi erők és a szerb félkatonai egységek több egykori tagját is perbe fogta a szerb igazságszolgáltatás, akiket elítéltek a mészárlásban való részvételük miatt. 2015 februárjában a Nemzetközi Bíróság úgy döntött, hogy a Horvátországban máshol elkövetett ostromok, mészárlások és az egyidejűleg elkövetett atrocitások nem minősülnek népirtásnak.
A tömegsír helyét egy emlékmű és az Ovčara majorban a foglyok fogságban tartására használt tárolóépület jelöli, melyet 2006-ban emlékközponttá építették át. 2014 júliusáig a központot mintegy 500 000 turista kereste fel.

## Előzmények
1990-ben, a horvát szocialisták választási vereségét követően az etnikai feszültségek tovább fokozódtak. A Jugoszláv Néphadsereg ezután az ellenállás minimalizálása érdekében elkobozta Horvát területvédelem (Teritorijalna obrana) fegyvereit. Augusztus 17-én a feszültség a horvátországi szerbek nyílt lázadásává fajult, amelynek középpontja a dalmát hátországnak Knin körüli, túlnyomórészt szerbek lakta területei, Lika, a Kordun, Banovina és Kelet-Horvátország részei voltak. 1991 januárjában, miután Szerbia két sikertelen kísérletet tett (amelyet Montenegró, valamint a szerbiai Vajdaság és Koszovó tartományok támogattak), hogy megszerezze a jugoszláv elnökség jóváhagyását a JNA bevetéséhez a horvát biztonsági erők leszerelésére, márciusban a szerb felkelők és a horvát különleges rendőrség közötti vértelen összecsapás  után maga a JNA, (Szerbia és szövetségesei támogatásával) kérte a szövetségi elnökséget, hogy adjon a számára háborús jogosítványokat és hirdessen ki rendkívüli állapotot. A kérelmet március 15-én elutasították, és a JNA lényegében Slobodan Milošević szerb elnök irányítása alá került. Milošević, aki Jugoszlávia megőrzése helyett a Szerbia bővítésére irányuló kampányt részesítette előnyben, nyilvánosan azzal fenyegetőzött, hogy a JNA-t szerb hadsereggel váltja fel, és kijelentette, hogy nem ismeri el többé a szövetségi elnökség fennhatóságát. A fenyegetés arra késztette a JNA-t, hogy Szerbia bővítése érdekében fokozatosan feladja Jugoszlávia megőrzésének terveit. A hónap végére, miután a JNA a felkelők oldalán avatkozott be, és megakadályozta a horvát rendőrség intézkedését, a konfliktus halálos kimenetelűvé fajult.

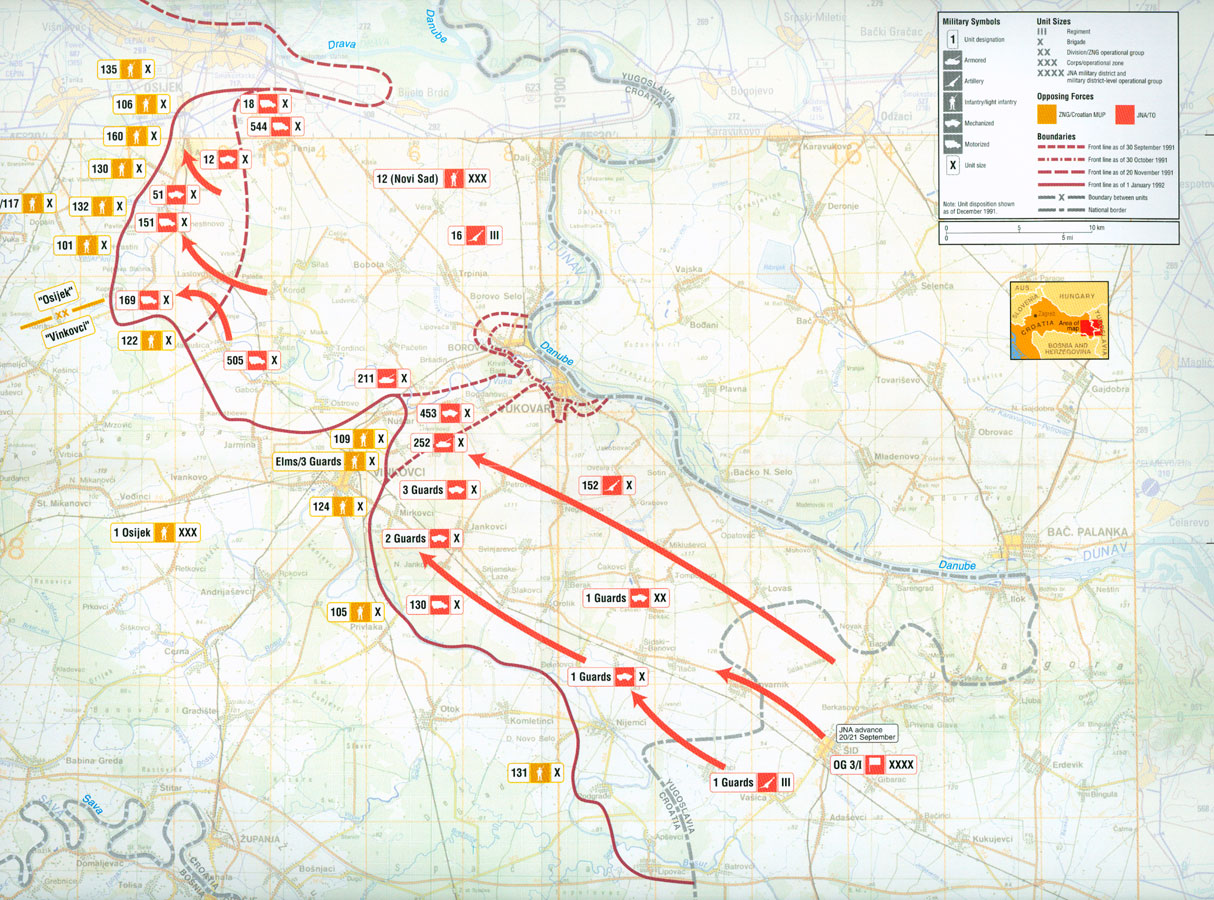
Hadműveletek Kelet-Szlavóniában 1991 szeptembere és 1992 januárja között

A horvát álláspont a JNA szerb lázadásban betöltött szerepéről 1991 januárjától fokozatosan alakult ki. Franjo Tuđman horvát elnök eredeti terve az volt, hogy az Európai Közösség (EK) és az Egyesült Államok támogatását megszerezze Horvátországnak, és figyelmen kívül hagyta a JNA horvátországi laktanyáinak és katonai létesítmények elfoglalására vonatkozó tanácsot. Tuđman álláspontját az a meggyőződése motiválta, hogy Horvátország nem tud háborút nyerni a JNA ellen. Április elején a horvátországi szerb lázadás vezetői kinyilvánították szándékukat, hogy az ellenőrzésük alatt álló, a horvát kormány által szakadár régiónak tekintett területet Szerbia területébe integrálják. A szerbek döntését a Horvát Köztársaság kormánya lázadásnak nyilvánította. 1991 júniusában Horvátország kikiáltotta függetlenségét Jugoszláviától. A feszültség végül teljes körű háborúba tört ki, amely 1995-ig tartott.
1991 elején Horvátországnak nem volt reguláris hadserege. Annak érdekében, hogy megerősítse védekezését, megduplázta a rendőrség létszámát, mely így mintegy 20 000 főre nőtt. A haderő leghatékonyabb része a 3000 fős különleges rendőrség volt. Emellett 16 zászlóaljba és 10 századba területi alapon szervezett 9-10 000 tartalékos rendőr is rendelkezésre állt. A tartalékos erőnek nem volt fegyvere. A helyzet romlására reagálva a horvát kormány májusban a különleges rendőrzászlóaljakat négy teljesen hivatásos gárdadandárrá bővítve létrehozta a horvát nemzeti gárdát (szerb-horvátul: Zbor narodne garde – ZNG). A horvát védelmi minisztérium irányítása alatt és Martin Špegelj nyugalmazott JNA tábornok parancsnoksága alatt álló négy gárdadandár körülbelül 8000 katonából állt. A szintén 40 000-re bővített tartalékos rendőrséget a ZNG-hez csatolták, és 19 dandárba és 14 független zászlóaljba szervezték át. A gárdadandárok voltak a ZNG egyetlen olyan egységei, amelyek teljesen fel voltak szerelve kézi lőfegyverekkel, de az egész ZNG-ben hiányoztak a nehézfegyverek, és a dandárszint felett rossz volt a parancsnoki és irányítási struktúra. A nehézfegyverek hiánya olyan súlyos volt, hogy a ZNG a második világháborús fegyverek használatához folyamodott, amelyeket múzeumokból és filmstúdiókból kölcsönöztek. A horvát fegyverkészlet akkoriban 30 ezer külföldön vásárolt kézi lőfegyverből és 15 ezer, korábban a rendőrség tulajdonában lévő fegyverből állt. A gárdadandároktól elvett személyi állomány pótlására új, 10 000 fős különleges rendőrséget hoztak létre.

## Közvetlen előzmények

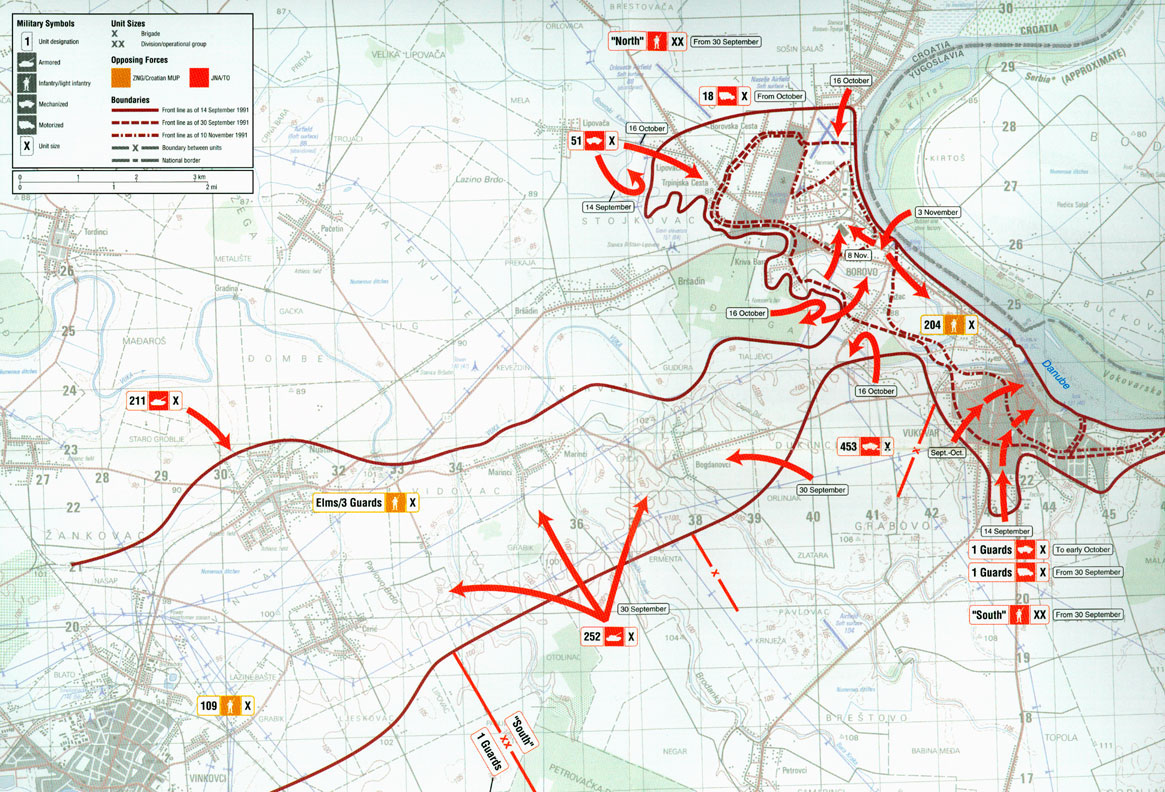
A vukovári csata térképe 1991 szeptembere és novembere között

Miután Horvátország szeptember 14–15-én elindította a laktanyacsatát, hogy elfoglalja a JNA horvátországi létesítményeit, a JNA a város helyőrségének felmentésére kis léptékű hadműveletet indított Vukovár ellen. Ezzel egy időben horvátországi hadjárata előkészítéseként nagyszabású mozgósításba kezdett. A mozgósított személyi állomány azonban széles körben megtagadta, hogy csatlakozzon a kijelölt egységekhez, dezertálások, és a háború iránti lelkesedés általános hiánya volt tapasztalható. A válaszadási arány különösen gyenge volt Közép-Szerbiában, ahol a behívottaknak mindössze 26 százaléka jelentkezett szolgálatra. Ez a csapatok létszámának alacsony feltöltöttségét eredményezte, ami arra kényszerítette a JNA vezetését, hogy kevesebb létszámú gyalogsági egységet állítson fel.
A JNA támadó hadműveletei a kelet-horvátországi szlavóniai régióban szeptember 20-án indultak meg. Mivel a JNA az ismételt támadások ellenére sem tudta elfoglalni a várost, a Vukovár elleni támadás fokozatosan a hadművelet fő eseményévé vált. A Vukováron és környékén zajló harcok hónapokig tartottak, melyekbe végül bevonták a JNA fő páncélos erőit, amelyek korábban a tervek szerint nyugat felé, a nyugat-szlavóniai szerbek által birtokolt területek felé haladtak volna előre. A vukovári helyőrség felmentése mellett a JNA a horvát erőket kívánta kiűzni a városból, hogy később már ne jelentsenek veszélyt a szerbek hátországára, amennyiben a hadjárat Vinkovcétől nyugatra haladna.
A JNA-t helyi szerb állományú területvédelmi (TO) egységekkel és szerb félkatonai önkéntesekkel erősítették meg, amelyeknek az volt a célja, hogy pótolják azokat a tartalékosokat, akik nem reagáltak a behívásukra. Az önkénteseket gyakran etnikai gyűlölet motiválta, számtalan otthont raboltak ki, és számos atrocitást követtek el a civilek ellen. Több mint két hónapos harc után a horvát csapatok november 18-án megadták magukat. A JNA tüzérségi és rakétacsapásai miatt Vukovár jelentős károkat szenvedett. A csata végére több mint 700 000 lövedéket és egyéb rakétát lőttek ki a városra, ami a napi 12 000-es számot is elérhette.

## A mészárlás

### Kiürítési intézkedések

Vukovár romjai az ostrom idején

Andrija Rašeta vezérőrnagy, a JNA 5. (Zágrábi) Katonai Körzetének parancsnoka november 17-én értesítette az Európai Közösség Megfigyelő Misszióját (ECMM), hogy a JNA elvben elfogadta a veszélyeztetett személyek Vukovárból történő gyors evakuálását. A becslések szerint ekkor körülbelül 400 ember rekedt a városi kórházban, de később kiderült, hogy a tényleges szám körülbelül 450 volt. Ez a szám körülbelül 40 olyan beteget tartalmazott, akiket az elmúlt néhány napban szenvedett súlyos sérülések miatt kezeltek, és körülbelül 360 olyan beteg volt, akik korábban elszenvedett sérüléseikből gyógyultak fel. Ezeken az egyéneken kívül a csata utolsó napjaiban néhány civil is menedéket keresett a kórházban. Arra számítva mentek oda, hogy majd evakuálják őket a városból, pedig magát a kórházat is naponta érte tüzérségi támadás. Ezenkívül magát betegnek, vagy a kórház személyzetének kiadva, számos horvát katona is a kórházba menekült.
November 18-án Horvátország, a JNA és az ECMM képviselőiből álló háromoldalú bizottság a Vöröskereszt Nemzetközi Bizottsága (ICRC), a Médecins Sans Frontières és a Máltai Lovagrend képviselőivel tárgyalt az evakuálás mikéntjéről. November 18-ról 19-re virradó éjszaka Rašeta és Andrija Hebrang horvát egészségügyi miniszter megállapodást írt alá az evakuálásról. A megállapodás garantálta, hogy a kitelepítettek a Lužac külváros–Bogdánfalva–Valkószentmária–Zidine csomópont–Berzétemonostor–Vinkovce útvonalon haladhatnak. A Zidine nevű csomópontnál át kellett adni őket a nemzetközi hatóságoknak, a kórházat az ICRC felügyelete alá kellett helyezni, és a teljes műveletet az ECMM-nek kellett volna felügyelnie. Hebrang értesítette a megállapodásról Vesna Bosanac kórházigazgatót, és közölte vele, hogy az ICRC csapatai megérkeznek. Aznap este Siniša Glavašević rádióriporter, aki az ostrom teljes menetét a városon belülről tudósította, közvetítette a kórházból utolsó helyzetjelentését. Maga Glavašević abban reménykedett, hogy az ICRC-vel együtt elhagyhatja a várost, mivel féltette életét, ha a szerb félkatonai csapatok elfogják.

### A kórház átvétele

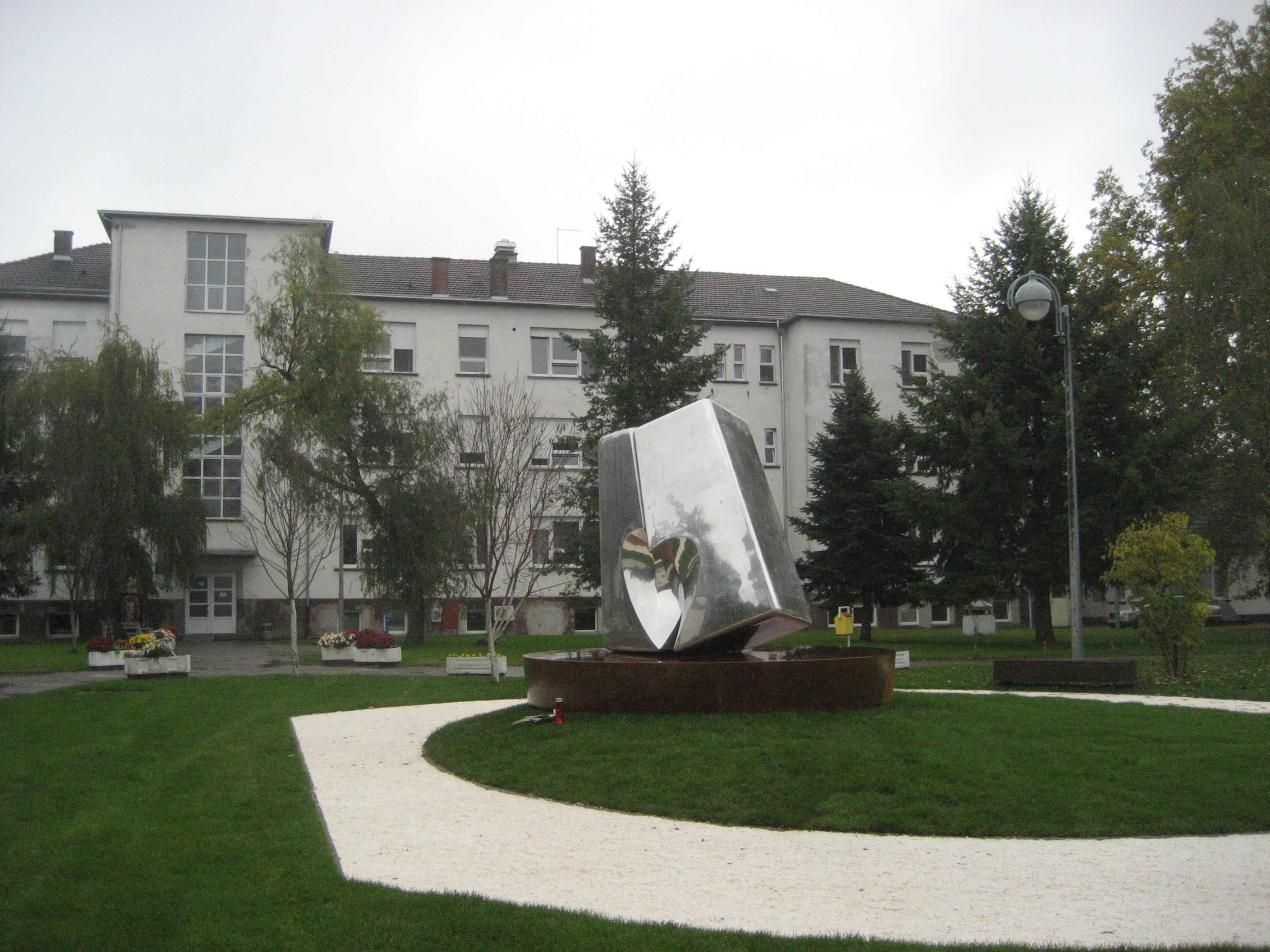
A vukovári kórház épülete a háborús emlékművel

Az ECMM november 19-én reggel szerzett tudomást arról, hogy Vukováron megszűnt a szervezett ellenállás, de a kórházi betegek sorsáról nem kapott tájékoztatást. Következésképpen az ECMM vezetője, Dirk Jan van Houten nagykövet felvette a kapcsolatot Rašetával, és kérte, hogy avatkozzon be az ECMM nevében. Aznap egy JNA egység érkezett a kórházba, és Bosanacot elvitték Mile Mrkšić JNA ezredeshez. Bosanac szerint Mrkšić azt mondta neki, hogy őt nem kötelezi az evakuálási megállapodás. Annak ellenére, hogy a JNA tisztjei a helyszínen nem engedték be az ICRC-t Vukovárba, november 19-én kora este az ICRC képviselőjének, Nicolas Borsingernek, azt állítva, hogy „időpontot egyeztetett egy tábornokkal” sikerült elérnie a kórházat. Borsinger talált egy a létesítményért felelős JNA-kapitányt, aki beleegyezett, hogy az ICRC-nek a létesítményhez hozzáférést biztosít. Borsinger ezután ismét csatlakozott az ICRC konvojhoz, amely a kórház felé tartott, hogy kiürítse azt. A kórházat aznap Agnès Vahramian francia riporter is bejárta, és ott készített interjút egy sebesült franciával, Jean-Michel Nicolier-vel, aki a horvát erőkkel együtt harcolt Vukováron. Vahramian felajánlott Nicoliernek egy sajtóigazolványt, hogy megpróbálja kihozni a városból, de ő ezt visszautasította.
November 20-án reggel az ICRC konvoj elérte Vukovárt, de a kórház közelében lévő hídnál megállították őket. A kórházba vezető hídhoz a hozzáférést, egy páncélozott jármű zárta el,  és a JNA tisztje, Veselin Šljivančanin őrnagy nem engedte át a konvojt. Az ICRC-vel folytatott tárgyalások megkönnyítése érdekében a helyszínen tartózkodó Martin Bell, a BBC riportere felajánlotta, hogy  tolmácsol. A televíziós kamerák által rögzített vita során Šljivančanin azt mondta az ICRC képviselőinek: „Ez az én hazám, ezt meghódítottuk. Ez Jugoszlávia, és én vagyok itt a parancsnok!” Az ECMM képviselői, akik a Zidane csomóponthoz érkeztek, hogy találkozzanak a visszatérő konvojjal, a JNA-tól azt a tájékoztatást kapták, hogy az evakuált személyeket november 22-én az észak-boszniai Bosanski Šamacban adják át nekik. Míg Šljivančanin visszatartotta a konvojt, a foglyokat egy másik irányban, buszokkal csempészték ki a kórházból. Összesen mintegy 300 embert vittek el a kórházból.

### A foglyok elszállítása
Később, november 20-án Šljivančanin és Nebojša Pavković ezredes tájékoztatta a sajtót, hogy a JNA buszokat fog biztosítani a sebesültek Vukovárból való kiszállítására. Ehelyett körülbelül 10:30-kor a buszok a Vukovár déli szélén levő JNA laktanyájába vitték a foglyokat, ahol a csoportból 15 férfit elkülönítettek, akik, miután kórházi személyzetként azonosították őket, visszatértek a kórházba. A laktanyában való tartózkodásuk alatt a horvátországi szerb területvédelem és a szerb félkatonai csapatok megfenyegették a foglyokat. A horvátországi szerb vezetők ellenezték a foglyok szerbiai fogolytáborokba való áthelyezését azt állítva, hogy vádat akartak emelni ellenük a szerbek ellen elkövetett állítólagos bűncselekmények miatt. Miután két órát töltöttek a laktanyában, a buszok a Grabovo falu melletti Ovčara majorba vitték a foglyokat.  A csoport nagyrészt horvátokból állt, de több szerb, muzulmán, magyar, a francia nemzetiségű Nicolier és egy német nemzetiségű is volt köztük, aki szintén Vukovár védelmében harcolt. Ide tartozott Rašeta unokaöccse is, aki akkoriban a vukovári kórház gyógyszertárában dolgozott. Az Ovčarába vitt csoport 261 főből állt. A források nem értenek egyet azzal kapcsolatban, hogy a csoportba egy, vagy két nő tartozott, akik közül az egyik öt hónapos terhes volt. A foglyok életkora 16 és 72 év között mozgott. A legfiatalabb közülük a 16 éves Igor Kačić volt.

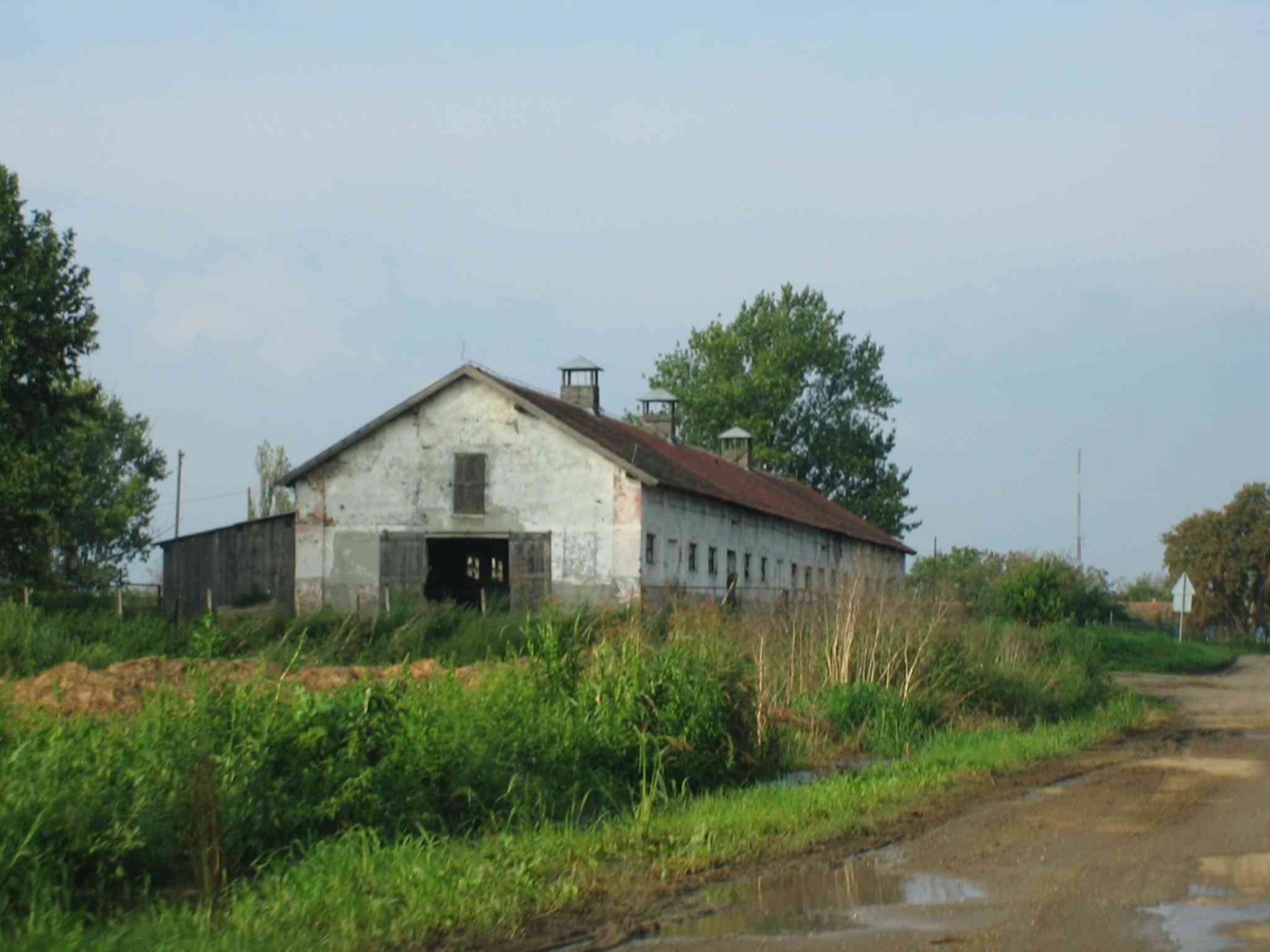
Az Ovčara-major raktárépülete

1991. november 20-án, két nappal Vukovár bukása után Kačić, édesanyja és nővérei a Jugoszláv Néphadsereg és a helyi szerb erők parancsára más menekültekkel együtt kijöttek a vukovári kórház pincéjének ideiglenes menedékhelyéről. Odakint Veselin Šljivančanin, a Jugoszláv Néphadsereg tisztje állt az ajtóban, amely elválasztotta a férfiakat a nőktől és a gyerekektől. Kačićra mutatott, aki magas és erős fiatalember volt, és a férfiak közé tette, mondván: „Te oda!”. Igor Kačić édesanyja megkérdezte Šljivančanint: „Miért ő, ő még csak gyerek?” Ahogy megmutatta neki Igor egészségügyi kártyáját a születési dátummal, Šljivančanin azt válaszolta: „Mindent ellenőrizni fogunk.” Anyja és nővérei ekkor látták utoljára Kačićot. Ugyanazon a napon őt is megölték Ovčarában.

### A kivégzés

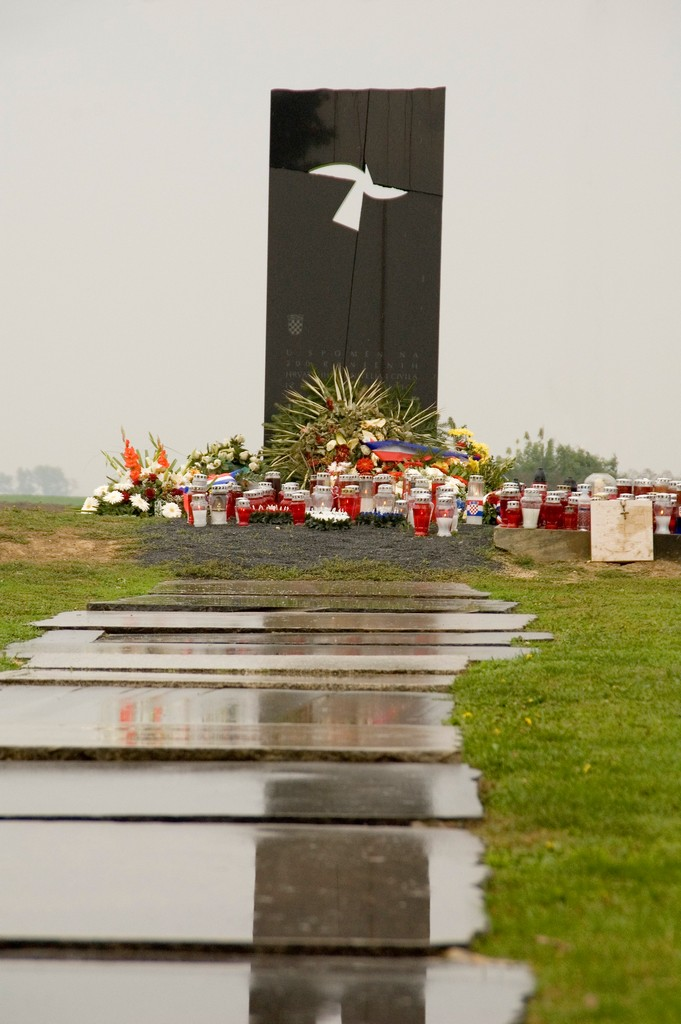
Az Ovčarai emlékmű

A foglyokat buszokra terelték. Amint elérték a Vukovártól tíz kilométerre fekvő Ovčarát, a foglyokat egyenként szállították le a buszokról, és vesszőfutásra kényszerítették. Verés közben több tucat JNA katona és a szerb félkatonai szervezet több tagja mellett kellett futniuk a major raktárépülete felé. Slavko Dokmanović, Vukovár egykori polgármestere volt az egyik szerb fegyveres, aki részt vett a foglyok verésében. Miközben a foglyokat verték, személyes tárgyaiktól, pénzüktől és ékszereiktől is megfosztották őket. A nap folyamán a JNA katonai rendőrségének nem sikerült megakadályoznia, hogy a horvát szerb területvédelem és a szerb félkatonai szervezetek katonái a foglyokat a tárolóépületben megverjék. Botokkal, puskatusokkal, láncokkal, baseballütőkkel verték őket, egy esetben pedig egy sebesült foglyot a saját mankóival vertek meg. Napnyugtáig legalább két férfit agyonvertek.  Ezen kívül az egyik foglyul ejtő katona lelőtt öt foglyot, köztük egy franciát, akiről azt feltételezik, hogy Nicolier volt. Hét vagy nyolc férfit a JNA utasítására visszaküldtek Vukovárra, akiket feltehetően szerb szomszédaik közbenjárására engedtek szabadon. Végül Mrkšić utasította a JNA katonai rendőrségét, hogy vonuljanak ki a majorból, és a foglyokat a Miroljub Vujović, a vukovári szerb területvédelem parancsnoka, valamint a „Leva Supoderica” félkatonai egység őrizetében hagyta. A Leva Supoderica a Szerb Radikális Párt (szerbhorvátul: Srpska radikalna stranka; SRS) önkéntes egysége volt a szerbiai Šidben, és a JNA 1. gárda gépesített dandárjának volt alárendelve.
18:00 körül a foglyokat csoportokra osztották. Mindegyik 10-20 fős csoportot teherautóra rakták, és több száz méterre az épülettől egy erdős szakadék felé szállították. Amikor a foglyok elérték a korábban előkészített kivégzési helyszínt lelőtték, és buldózerrel tömegsírba temették őket. 15–20 perc elteltével a teherautó üresen tért vissza, hogy felvegye a következő csoportot. A foglyok utolsó csoportját közvetlenül a gazdasági épület előtt végezték ki. Aznap este 22:00-ra az összes foglyot megölték. A legtöbb forrás 260 körülire teszi az áldozatok számát. Ezt a számot az ICTY ügyészei használták. Egyes becslések szerint a halálos áldozatok száma eléri a 264-et. A horvát hatóságok úgy vélik, hogy a teljes szám 261 volt.

## Következmények
A horvátországi szerb erők 1991. október elején Ovčarát fogolytáborrá változtatták. A mészárlástól eltekintve, valamikor 1991 őszén 3–4000 férfi foglyot tartottak ideiglenesen az ovčarai táborban, mielőtt a szávaszentdemeteri börtönbe, vagy a helyi JNA laktanyába szállították őket, amely a szerb fogolytáborok, mint Stajićevo és Begejci tranzitpontja volt. Az 1991-ben megkötött politikai megállapodások sorozatát, valamint a JNA és Horvátország között 1992 elején megkötött tűzszünetet követően Horvátország bizonyos részein, beleértve Vukovárt és környékét az Egyesült Nemzetek Védelmi Erőit (UNPROFOR) békefenntartásra telepítették. Telepítésüket 1992 márciusában kezdték meg.

### A tömegsír feltárása

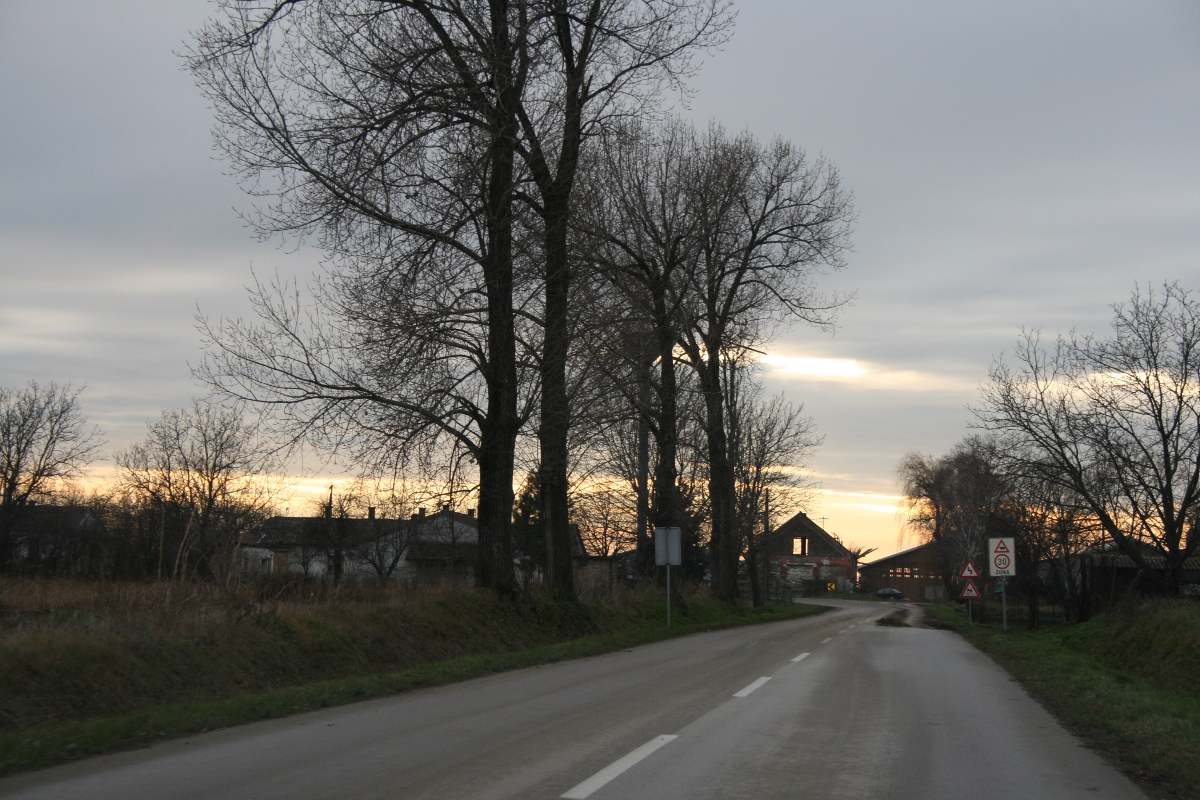
Az Ovčarára vezető út

Clyde Snow törvényszéki antropológus 1992. októberi zágrábi látogatása során szerzett tudomást a mészárlásról. Snow az Egyesült Nemzetek (ENSZ) csapatának tagjaként utazott oda, hogy kivizsgálja a háborús bűnökről szóló jelentéseket. A Zágrábi Egyetem Orvostudományi Karának dékánjával folytatott megbeszélésen bemutatták neki azt az egy egykori katonát, aki azt állította, hogy túlélte a mészárlást, és elmondta Snownak, hogy hol történt. Három nappal később Snow Vukovárba ment, Larry Moore kanadai királyi lovas rendőrőrmester kíséretében, akit az UNPROFOR-ral vezényeltek a régióba, Ovčarába hajtatott. A helyszínen Moore a sárban egy emberi koponyát vett észre. Néhány nappal később a helyszínt az ENSZ tetthelynek nyilvánította, és orosz UNPROFOR csapatokat vezényelt oda annak őrzésére.
Snow összeállított egy négyfős csapatot, hogy még a tél előtt a helyszínen előzetes vizsgálatokat végezzenek. A csapat 1992 decemberében érkezett a helyszínre. Megvizsgálták a még mindig orosz csapatok által őrzött helyszínt, kiásták a Moore által felfedezett koponyát és előkerült a test többi része, valamint egy másik test, részben takart maradványai. A csapat a helyszínen egy méter széles kutatóárkot ásott. Ez tette lehetővé számukra, hogy még néhány holttestre rátaláljanak, és következtessenek a sír méretére. A megszerzett információk alapján Snow arra a következtetésre jutott, hogy a sír több mint kétszáz holttestet tartalmazhat. A nyomozók a sír egyik oldalán a szabványos, jugoszláv gyártmányú AK-47-es gépfegyverbe való kilőtt töltényhüvelyeket, a másik oldalon pedig a fákban golyók vágta lyukakat találtak, amiből arra a következtetésre jutottak, hogy a kivégzőosztag a gödör egyik oldalán állt, és a gödrön át, illetve abba bele lőtt.
A horvát hatóságok 1993-ban és 1994-ben is kezdeményezték az Ovčarában eltemetett holttestek exhumálását, de ezek nem jártak sikerrel. Az ENSZ főtitkára által kinevezett öttagú szakértői bizottság 1993 októberében érkezett Ovčarába, hogy exhumálja az áldozatokat. A helyi horvátországi szerb adminisztráció azonban megakadályozta őket munkájuk elvégzésében. Miután a horvátországi szerb hatóságok több kísérletet is megakadályoztak az ovčarai tömegsír további vizsgálatára, amelyet továbbra is az orosz békefenntartók őriztek, az Egyesült Államok akkori ENSZ-nagykövete Madeleine Albright 1994 januárjában felkereste a helyszínt. Ezt az alkalmat arra használta fel, hogy hangsúlyozza, hogy az Egyesült Államok támogatja a volt Jugoszláviával foglalkozó nemzetközi büntetőtörvényszék (ICTY) munkáját, amelyet 1993-ban hoztak létre.

### Az exhumálás

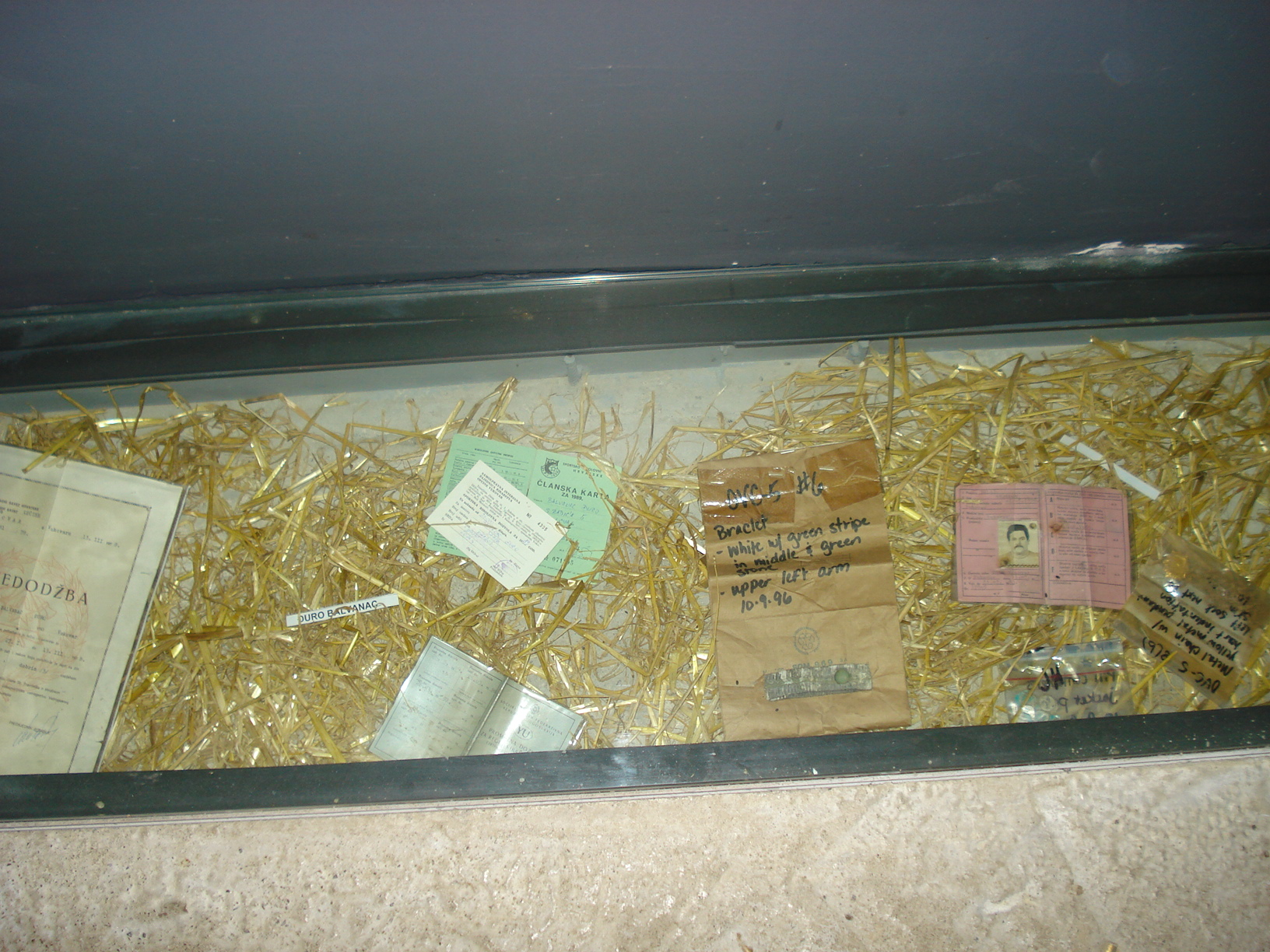
Az áldozatok személyes tárgyai a kiállításon

A térség politikai helyzete 1995-ig nem változott. Abban az évben májusban a „Villám”, illetve augusztusban, a „Vihar” fedőnevű offenzívákban, Horvátország katonailag legyőzte a horvátországi szerbeket. Így Kelet-Szlavónia maradt az utolsó megmaradt horvátországi szerb terület. A terület horvát uralom alá történő fokozatos visszaállításáról novemberben állapodtak meg az Erdődi megállapodás során, és az Egyesült Nemzetek Szervezetének Kelet-Szlavónia, Baranya és Nyugat-Szerémségi Átmeneti Adminisztrációja (UNTAES) a megállapodás végrehajtására békefenntartó missziót küldött ki.

Az ovčarai maradványok exhumálását, a békefenntartó erők állandó őrizete alatt 1996. szeptember 1-jén kezdték meg. Az exhumálást az ICTY személyi állománya és az Emberi Jogok Bizottságának orvosai horvát megfigyelők ellenőrzése alatt végezték. Az ásatási munkák során egy körülbelül 30 négyzetméteres tömegsírt tártak fel, amelyben egy halom egymásba gabalyodott test volt található. A legtöbb holttesten több lőtt seb is látható volt. Október 24-ig a sírból 200 emberi maradvány került elő. A maradványokat igazságügyi orvosszakértői vizsgálatra a Zágrábi Egyetem Orvostudományi Karára szállították. Az exhumálást megelőző négy évben a horvát hatóságok előzetes információkat gyűjtöttek a feltételezett áldozatokról, az orvostudományi karon pedig egy modern halottasházat építettek. Emellett genetikusokat képeztek ki a DNS-elemzésre, hogy lehetővé tegyék azok azonosítását, akiket az ICTY nyomozói hagyományos módszerekkel nem tudtak azonosítani. 2002 októberéig, nagyrészt DNS-elemzések segítségével 184 áldozatot azonosítottak,  és ez a szám 2010-re 194-re emelkedett. Glavašević földi maradványai is az Ovčarában exhumáltak között voltak.

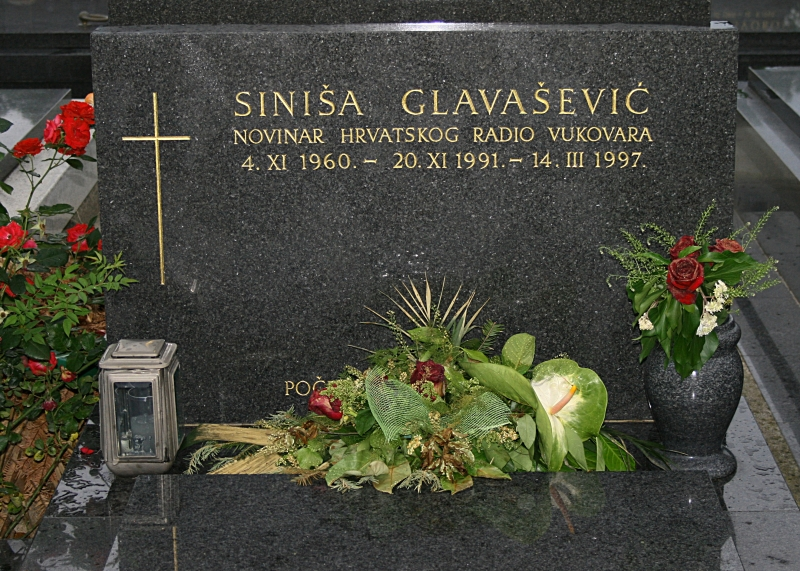
Siniša Glavašević sírja a zágrábi Mirogoj temetőben

A horvát hatóságok azt gyanítják, hogy további 61, Ovčara-ban meggyilkolt személyt is ott temettek el. Azt gyanítják, hogy a területen még legalább egy vagy több további tömegsír található, vagy hogy az eredetileg a helyszínen eltemetett holttesteket egy másodlagos sírba helyezték át Nevenka Nekić, a Nicolierről szóló könyv horvát szerzője azt állítja, hogy 1991 novemberében egy újabb sekély sírt ástak Ovčarában, és Nicolier, valamint 60 másik ember is ott volt eltemetve. Elmondása szerint a horvátországi szerb hatóságok exhumálták őket, és 1992 elején másodlagos helyre vitték át őket, mivel a sír olyan sekély volt, hogy testrészeik kilátszottak a föld felszínén.

### A háborús bűnösök felelősségre vonása

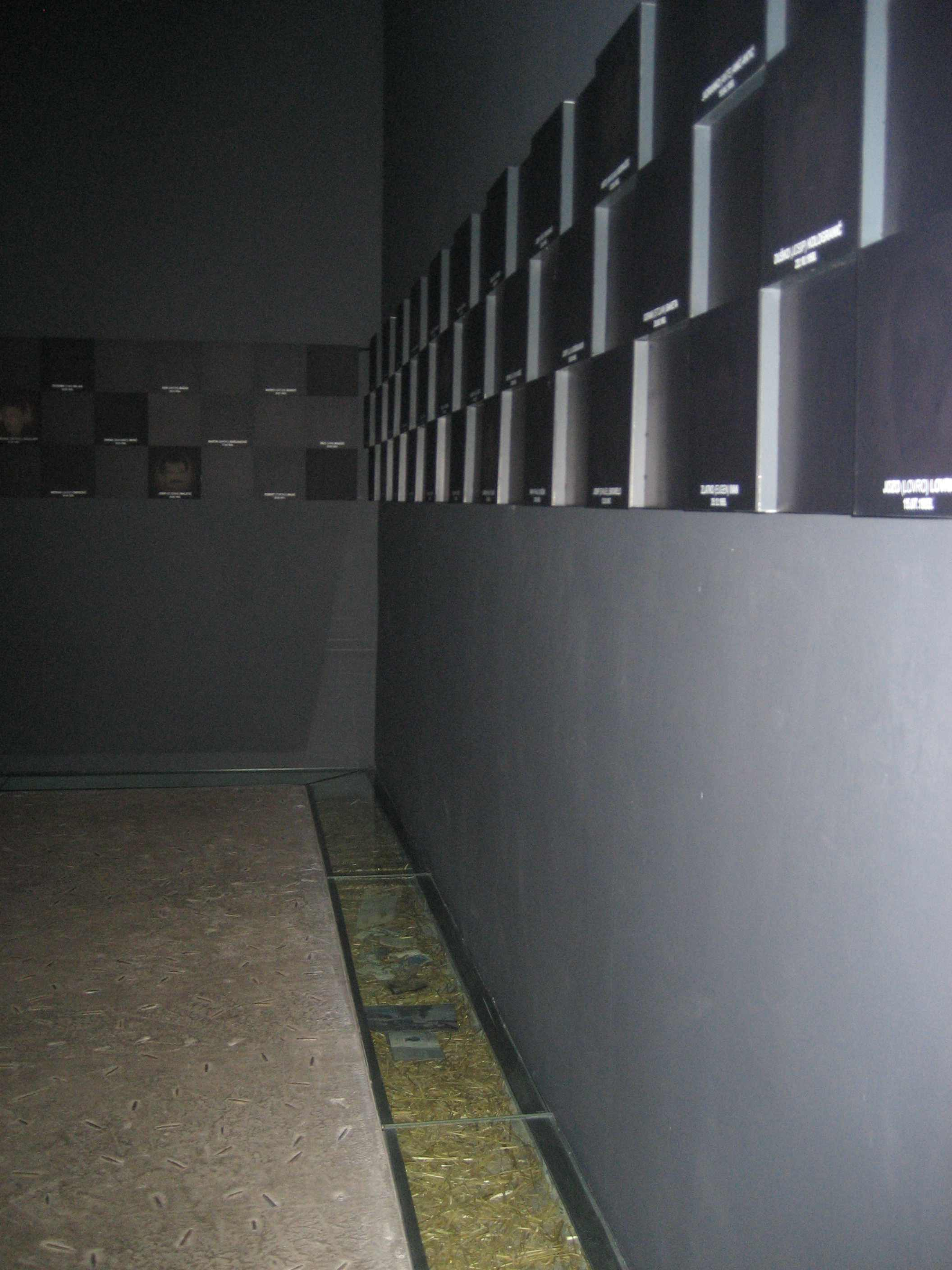
Az emlékközpont belseje

1995 novemberében az ICTY vádat emelt Mrkšić, Šljivančanin és Miroslav Radić, a JNA századosa ellen az ovčarai mészárlással kapcsolatos háborús bűnök miatt. A csoportot ezt követően a média „vukovári hármaknak” nevezte el. Az ICTY egy 1996. márciusi vádiratban háborús bűnök elkövetésével vádolta meg Dokmanovićot, Vukovár akkori polgármesterét is a mészárlással kapcsolatban. Őt az UNTAES csapatai a „Little Flower” hadművelet keretében tartóztatták le, és 1997. június 27-én a csepini repülőtéren át az ICTY-hez szállították. Ez a művelet volt az első olyan katonai művelet, melyet a volt Jugoszláviában működő ENSZ-erők az ICTY vádemelése alapján, háborús bűnös személy letartóztatása érdekében végeztek. Dokmanović perében azonban soha nem született ítélet. 1998. június 28-án, néhány nappal az ítélethirdetés előtt az ICTY börtöncellájában felakasztotta magát. Az ICTY Željko Ražnatović szerb hadurat és félkatonai alakulatait is összefüggésbe hozta a mészárlással, de őt mielőtt még bíróság elé állíthatták volna, Belgrádban meggyilkolták.
Mrkšić 2002 májusában adta fel magát az ICTY-nek Hollandiában. Radićot és Šljivančanint 2003 májusában, illetve júniusában tartóztatták le Szerbiában. A letartóztatások nem sokkal az Egyesült Államok Kongresszusa által meghatározott határidő lejárta előtt történtek, amely összekapcsolta a Szerbiának nyújtott pénzügyi támogatást az ICTY-vel való együttműködéssel. 2007-ben az ICTY elítélte Mrkšićet és Šljivančanint, de felmentette Radićot. Mrkšić 20 év börtönbüntetést kapott, míg Šljivančanint öt év börtönbüntetésre ítélték. 2009-ben Šljivančanin büntetését fellebbezés folytán 17 évre emelték, végül az ítélet 2010-es felülvizsgálatát követően tíz évre csökkentették.
Az ICTY emellett különféle háborús bűnökért, köztük a Vukováron elkövetett bűnökért vádat emelt Slobodan Milošević szerb elnök, valamint Jovica Stanišić és Franko Simatović, a Szerb Állambiztonsági Szolgálat munkatársai, Goran Hadžić horvátországi szerb politikai vezető, valamint Vojislav Šešelj, a Szerb Radikális Párt vezetője ellen is. Milošević pere 2006 márciusában a vádlott halála miatt ítélet nélkül zárult, míg a Stanišić és Simatović elleni Vukovárral kapcsolatos vádakat még azelőtt ejtették a vádiratból, hogy a párost 2013-ban minden vádpontban felmentették. 2016 márciusában Šešeljt a fellebbezési eljárás során minden vádpontban felmentették. 2018-ban gyűlöletbeszéd miatt, és mert 1992-ben horvátokat hurcoltatott el a kelet-szerémségi Herkócából, tíz év börtönbüntetésre ítélték, de beleértve a Vukovárra vonatkozóakat is, minden más vádpontban felmentették. Hadžić 2016 júliusában, mielőtt a tárgyalása befejeződhetett volna rákban halt meg.
2015-ig a szerb hatóságok 15 embert ítéltek el az ovčarai mészárlással kapcsolatban. 2010-ben Vujovićot és Stanko Vujanovićot (a vukovári szerb területvédelem helyettes parancsnokát) tizenegy másik társával együtt, akik mindannyian a horvátországi szerb területvédelmi erők illetve a Leva Supoderica tagjai voltak, 20 év börtönbüntetésre ítélték, Predrag Milojević, Đorđe Šošić, Miroslav Đanković és Saša Radak 20 év, Milan Vojnović és Ivan Antonijević 15 év, Jovica Perić 13 év, Nada Kalaba 11 év, Milan Lančužan 7 év, Predrag Dragović és Goran Mugoša pedig 5 év börtönbüntetést kapott. 2013 decemberében a Szerbiai Alkotmánybíróság hatályon kívül helyezte ezeket az ítéleteket, és az ügyet visszaküldte a Fellebbviteli Bírósághoz új tárgyalásra. 2015 februárjában Vujovićot, Vujanovićot, Milojevićot, Radakot, Šošićot és Đankovićot a Legfelsőbb Semmítőszék határozata alapján a fellebbviteli bíróság újbóli tárgyalásáig szabadon engedték. A 2014-ben lezárult külön perben a szerb hatóságok 15 év börtönbüntetésre ítélték Petar Ćirićet, amiért a Leva Supoderica tagjaként részt vett a mészárlásban. 2015 februárjában a Nemzetközi Bíróság (ICJ) úgy döntött, hogy az ostrom és az azt követő mészárlás, bár megerősítette, hogy súlyos bűncselekmények történtek, nem minősül népirtásnak.

## Emlékezete

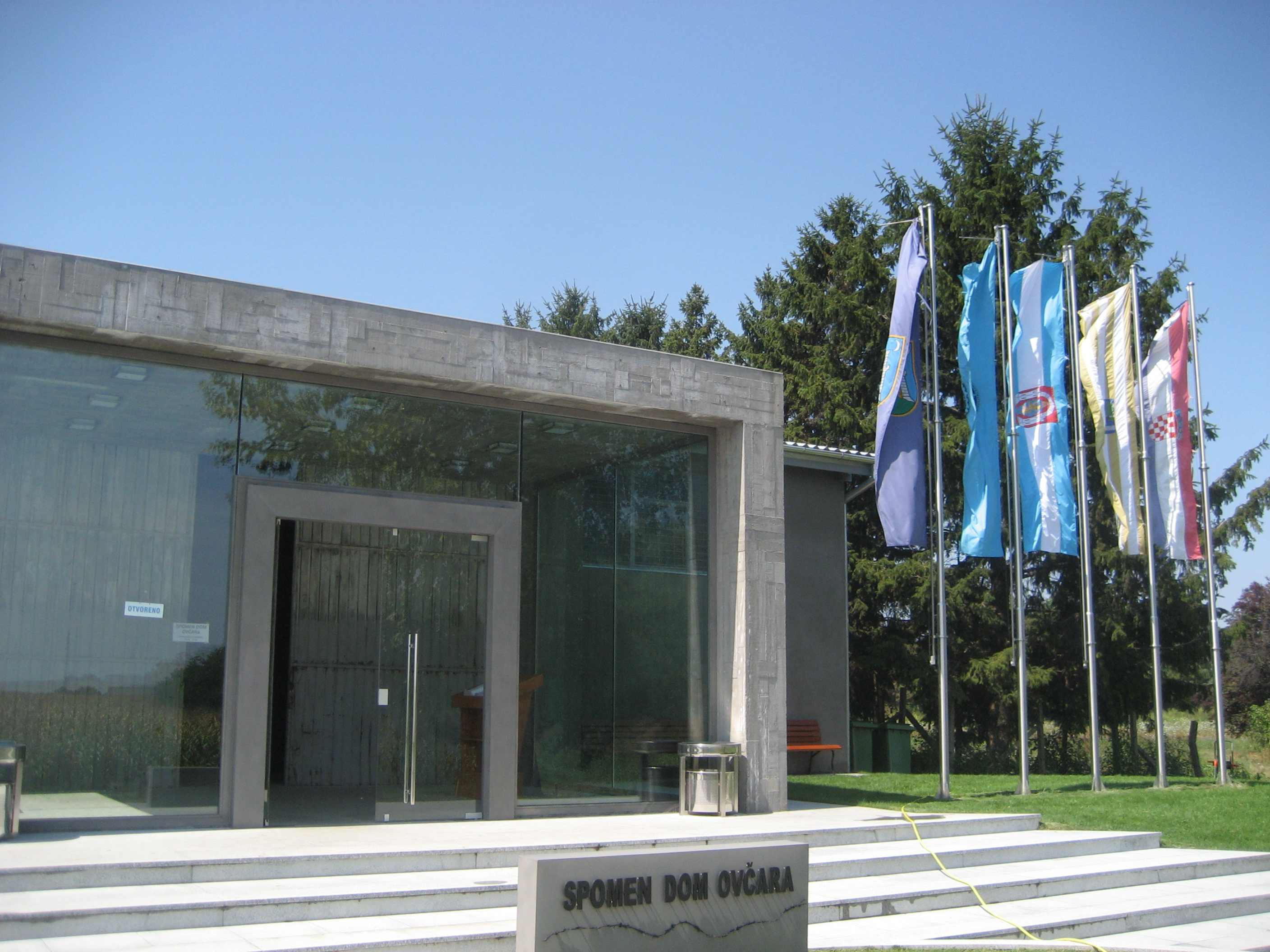
Az Ovčara Emlékközpont épülete

1998 óta minden évben november 18-án a vukovári kórháztól induló, az ovčarai emlékhelyig tartó felvonulással emlékeznek a vukovári csata áldozataira és az azt követő eseményekre. 2014-ben az eseményen 80 000 résztvevő emlékezett. A Slavomir Drinković által faragott emlékművet, amely az ovčarai tömegsír helyét jelzi, 1998. december 30-án avatták fel. Később a horvát függetlenségi háború összes többi tömegsírjának megjelölésére ezzel azonos kialakítású emlékműveket állítottak. Magát az eseményt vukovári mészárlásnak, ovčarai mészárlásnak,  vagy vukovári kórházi mészárlásnak szokták nevezni. Ez volt a legnagyobb mészárlás, amelyet a horvát függetlenségi háború idején elkövettek.

2006-ban az egykori Ovčara-major helyén megnyílt a Miljenko Romić által tervezett Ovčara Emlékközpont. A központ abban a felújított raktárépületben nyílt meg, ahol a foglyokat 1991. november 20-án fogva tartották, mielőtt kivégezték őket. Az üvegfalú előcsarnokon keresztül megközelíthető épület homályos belső terében a tömegsírból exhumált 200 áldozat és az Ovčarában kivégzett 61 eltűnt megvilágított fényképei láthatók. Belül a betonpadlón beépített, kilőtt töltények és a Gonosz Spirálja (szerb-horvátul: Spirala zla) szobor található, amelyen 261 áldozat neve látható. A mennyezeten 261 világítótest található, amelyek az áldozatok számát szimbolizálják. A központban a tömegsírban talált személyes tárgyakból és dokumentumokból rendezett kiállítás látható. A központ befejezését 2 millió kunával Zágráb városa finanszírozta. 2014 júliusáig a központot körülbelül 500 000 ember kereste fel.

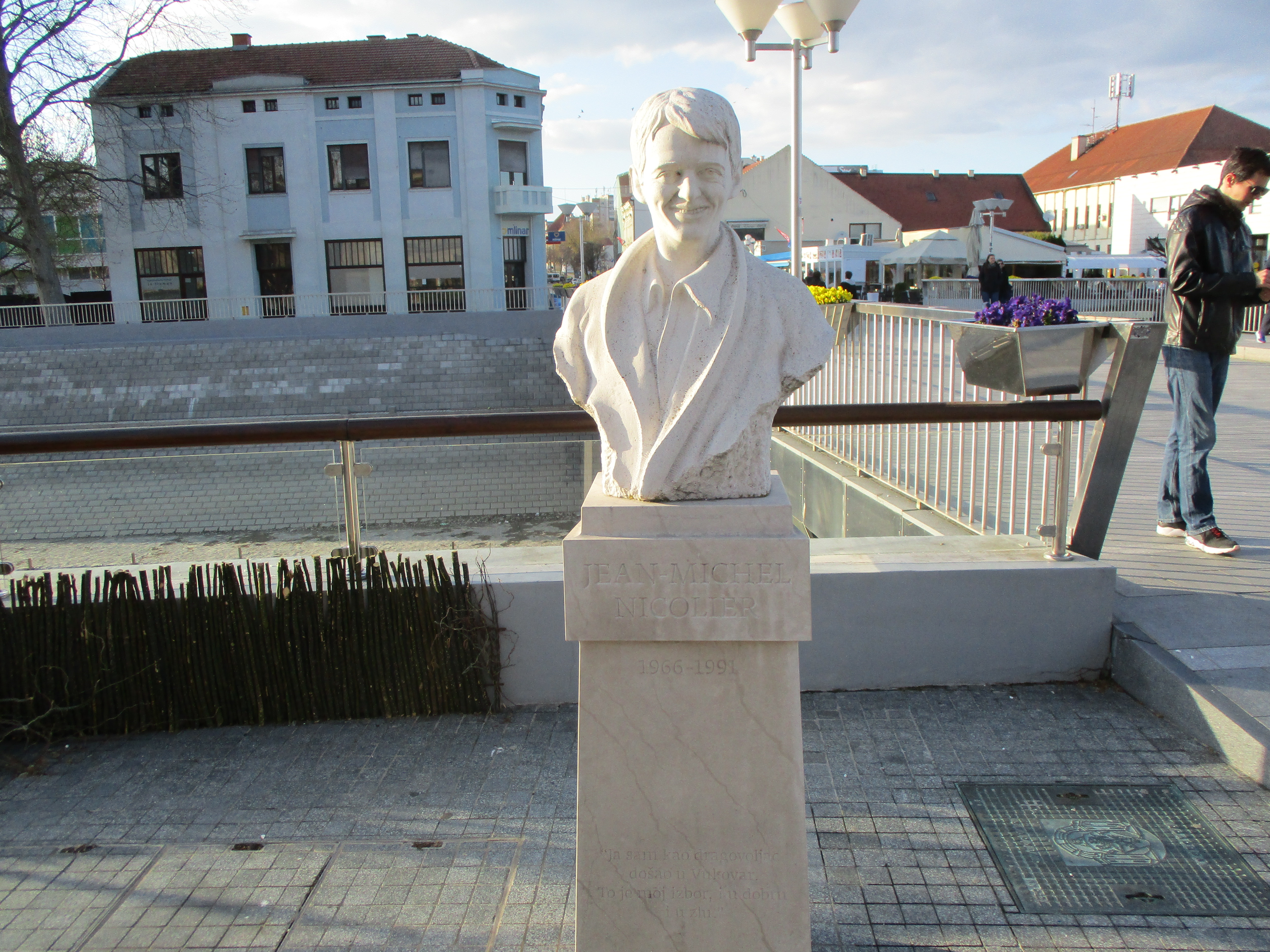
Nicolier szobra a nevét viselő hídnál

 Ugyanebben az évben Horvátország oktatási programot indított, amelynek keretében nyolcadik osztályos tanulók látogatják meg a központot. A tervek szerint évente 50 000 tanuló látogatja majd meg a központot. 2010-ben az első szerb államfőként Boris Tadić szerb államfő látogatta meg az emlékközpontot és a tömegsírt. A helyszínen koszorúkat helyezett el, és a szerb állam nevében bocsánatot kért.
A mészárlás több áldozatát egyénileg is tisztelik Vukováron. Kačić és apja tiszteletére, akit 1991. október 2-án öltek meg a vukovári csata során, külön emlékmű áll a városban, az egyik hidat Nicolierről, a város egyik iskoláját pedig Glavaševićről nevezték el.

## Fordítás
Ez a szócikk részben vagy egészben  a   Vukovar massacre című angol Wikipédia-szócikk ezen változatának fordításán alapul.  Az eredeti cikk szerkesztőit annak laptörténete sorolja fel. Ez a jelzés csupán a megfogalmazás eredetét és a szerzői jogokat jelzi, nem szolgál a cikkben szereplő információk forrásmegjelöléseként.